# Land Securities
Land Securities Group este un REIT (Real Estate Investment Trust - trust imobiliar) din Marea Britanie, care deținea la începutul anului 2007 un portofoliu de 14,4 miliarde £ compus din numeroase proprietăți.